# نوار (فیلم ۱۹۵۱)
نوار (انگلیسی: The Strip) یک فیلم است که در سال ۱۹۵۱ منتشر شد. از بازیگران آن می‌توان به میکی رونی، سالی فارست، و ویلیام دمارست اشاره کرد.